# Saint-Martin-d'Ary
Saint-Martin-d'Ary là một xã trong tỉnh Charente-Maritime trong vùng Nouvelle-Aquitaine, tây nam nước Pháp. Xã Saint-Martin-d'Ary nằm ở khu vực có độ cao trung bình 82 mét trên mực nước biển.